# Bethalus lawrencei
Bethalus lawrencei là một loài chân đều trong họ Armadillidae. Loài này được Barnard miêu tả khoa học năm 1937.